# 東大寺写経所
東大寺写経所（とうだいじしゃきょうじょ）は、奈良時代に、東大寺に設置された写経機構（写経所）で、造東大寺司が管轄した。金光明寺写経所から改称した。

## 概要
その起源は遅くとも藤原安宿媛（光明皇后）の皇后宮職写経所まで遡ると言われ、さらに東大寺の前身である「金光明寺」の写経所を経て東大寺写経所へと発展したものである。文献上の初見は、天平19年（747年）12月15日の東大寺写経所解案である。「東寺写経所」と記されたものもある。造東大寺司に属して「造東大寺司写経所」とも言われ、写経の内容により、「写書所」・「写疏所」・「写後経所」・「奉写一切経所」とも称した。光仁朝の宝亀7年（776年）6月の「食口案」が、古文書に見える最後の記述であるが、称徳朝の天平神護元年（765年）から神護景雲3年（769年）までの5年間は、この写経所で写経が行われた形跡が見られない。神護景雲4年（770年）5月からは五部の一切経の書写が行われている。
一日の勤務人数は宝亀年間には最高で経師50人位、校生などを合わせて80人近いことがあり、一か月の写経能力は3,400巻であった。写経の底本である経典蒐集センターとしての役割も持ち、正倉院文書はこの写経所の文書や帳簿群である。

## 大量の写経が行われた経典
- 「光明皇后願経」（「五月一日経」）
- 「後写一切経」
- 「千部観世音経」
- 「二十部華厳経」
- 「千部法華経」
- 「百部最勝王経」
- 「大般若経」
- 「百部法華経」
- 「法華経寿量品」4000巻
- 「金剛般若経」（1000巻・1200巻）
- 「[称讃浄土経」1800巻
- 「光明皇太后周忌斎一切経」
- 「二部大般若経」
- 「御願大般若経」など